# Bandeira assexual
A bandeira assexual foi criada em 2010 por integrantes da Rede de Visibilidade e Educação Assexual (AVEN), um fórum virtual para assexuais. A bandeira apresenta quatro faixas horizontais de igual tamanho. De cima para baixo, as listras são de cores preta, cinza, branca e roxa. A faixa preta representa a assexualidade, a faixa cinza representa a assexualidade cinza e a demissexualidade, a faixa branca representa a sexualidade ou alossexualidade (ou, às vezes, aliados), e a faixa roxa representa a comunidade como um todo. A bandeira costuma ser hasteada em eventos LGBT e é usada para representar a comunidade assexual.
O desenho da bandeira foi amplamente aceito e se tornou um símbolo da assexualidade.